# El hombre del guante
Retrato de hombre llamado El hombre del guante o Joven con guante es un cuadro ejecutado por el pintor italiano Tiziano en su juventud (hacia 1520-1523). Se trata de un óleo sobre lienzo que mide 100 centímetros de alto y 89 cm de ancho. Actualmente se conserva en el Museo del Louvre de París, Francia, donde se exhibe con el título de L'Homme au gant.
Se trata de un retrato, género en el que Tiziano consiguió crear un nuevo tipo, en el que la hondura psicológica venía dada por la atención que prestaba a la expresión del retratado. Contribuye así al desarrollo del retrato psicológico.
En este caso es un joven aristócrata, representado con gran sencillez. No se ha podido identificar al modelo. La elegante apariencia, particularmente el toque refinado de los guantes de piel y el cabello, cuidadosamente peinado, sugieren que se trataba de un aristócrata en torno a los veinte años de edad, seguidor de la moda veneciana de la época.
El retratado está sentado frente al espectador y se apoya en un bloque de mármol. El rostro está dispuesto en tres cuartos, vuelto hacia un lado. La camisa blanca ilumina el rostro, mientras que los puños irradian las manos, procedimiento característico de Tiziano. En la pechera se distingue un colgante de color rojo con un zafiro y una perla. El resto de la vestimenta, como el fondo, es oscuro, de manera que se concentra toda la atención en el rostro.
Se aprecia la influencia de Giorgione en el rostro soñador, y la de Leonardo en el realismo de las manos, en las que se aprecian los tendones y las venas azules.
El pintor concentra su interés en los dos elementos que permiten apreciar la personalidad del modelo: la mirada y las manos. La mirada del hombre se dirige hacia la derecha, misma dirección en la que señala el dedo de su mano desnuda. Una mano está enguantada y sostiene el guante de la otra, que queda así desnuda. Los guantes castaños están representados de manera minuciosa. El peso de la composición cae totalmente al lado inferior derecho de la pintura.
Tiziano consigue transmitir la personalidad del modelo mediante la cuidadosa observación y reproducción del rostro y las manos del personaje, más que a través de atributos y detalles decorativos.